# Forage directionnel

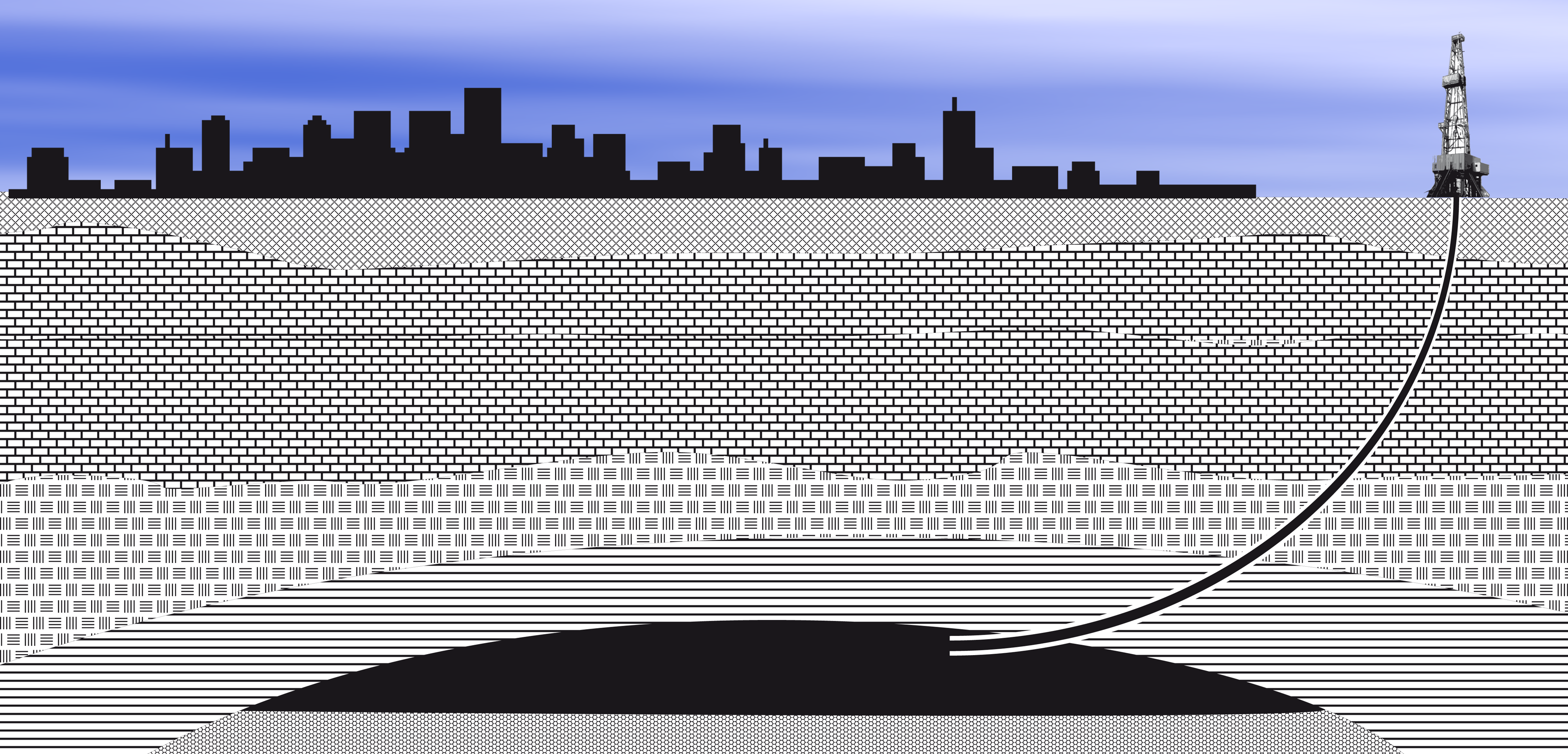
Un forage directionnel sous une ville.

Le forage directionnel (ou forage oblique) est un forage non vertical. Il peut être décomposé en trois groupes principaux : les forages directionnels pétroliers, les forages directionnels utilitaires (en) (ou forage directionnel horizontal) pour le passage de câbles sans faire de tranchée, et les forages dans les filons (pour le méthane de houille par exemple).

## Histoire
Plusieurs conditions préalables ont permis à cette technique de devenir plus productive. Probablement, la première exigence fut de réaliser des puits de pétrole - de puits pour l'eau, qui ne soient pas nécessairement verticaux. Cette évolution a été assez lente, et n'a pas vraiment attiré l'attention de l'industrie pétrolière avant la fin des années 1920; il y a eu alors plusieurs procès, à propos de puits ayant traversé la limite de leur propriété et pénétré dans un réservoir sur une propriété adjacente. Initialement, il était fait usage d'indications indirectes telles que les changements de production de puits préexistants, mais ce sont de tels cas qui ont permis le développement d'outils de petit diamètre capables de sonder les puits lors du forage.
Mesurer l'inclinaison d'un puits (son écart par rapport à la verticale) est relativement simple, ne nécessitant qu'un pendule. La mesure de l'azimut (direction par rapport dans le plan horizontal), est elle plus difficile. Dans certaines circonstances, les champs magnétiques peuvent être utilisés, mais la mesure pourrait être perturbée par les parties métalliques du puits de forage ou du matériel de forage. Le progrès décisif a été l'adaptation à la suite d'un contrat passé avec Sun Oil (qui avait été impliqué dans un des procès ci-dessus) de petites boussoles gyroscopiques par Sperry Corporation, qui fabriquait des boussoles similaires pour la navigation aéronautique. Une filiale par la suite a été absorbée par Halliburton, la "Sperry Sun" a été formée, dont la marque continue d'exister à ce jour. Trois composantes sont mesurées en tout point dans un puits de forage afin de déterminer sa position : la profondeur (profondeur mesurée), l'inclinaison et l'azimut magnétique au point considéré. Ces trois composants combinés constituent une mesure. Une série de mesures consécutives sont nécessaires pour suivre la progression et l'emplacement d'un forage. Plusieurs des premières innovations telles que la technologie mono-coup, entre autres, pour les études de sol ont été développés par Robert Richardson,  foreur directionnel indépendant depuis les années 1940, qui était encore en activité en 2008. 
Une expérience préalable avec un forage rotatif avait permis d'établir plusieurs principes pour la mise en œuvre des équipements de forage en tête de forage ("Bottom Hole Assembly" ou "BHA") qui étaient enclins à forer de travers (les écarts initiaux accidentels par rapport à la verticale serait accrus). Une contre-expérience avait aussi donné aux premiers foreurs directionnels, des principes de conception et de mise en œuvre du forage BHA permettant de faire un trou tordu proche de la verticale.
En 1934, John H. Eastman de Long Beach, en Californie, est devenu un pionnier dans le forage directionnel, lorsque lui et George Failing d'Enid, en Oklahoma, ont sauvé le champ de pétrole Conroe au Texas. Failing avait récemment breveté un camion de forage. Il avait fondé sa société en 1931 quand il a assemblé une installation de forage sur un camion, et à une source de puissance. Cette innovation a permis le forage rapide d'une série de puits obliques. Cette capacité à forer rapidement plusieurs puits de secours pour réduire l'énorme pression du gaz a été critique pour éteindre l'incendie Conroe. (E & P, "Making a hole was hard work" (Forer un trou a été un travail difficile), Kris Wells, American Oil & Gas Historical Society Contributing Editor, 1er novembre 2006 et «Technology and the Conroe Crater"). En mai 1934, l'article de Popular Science Monthly, il a été déclaré que «Seule une poignée d'hommes dans le monde ont l'étrange pouvoir de faire, à un mile de profondeur, de la rotation à l'extrémité d'un tuyau de forage en acier, un serpent qui suit son chemin dans une courbe ou selon l'angle d'une jambe de chien, pour atteindre un point désiré". Eastman Whipstock, Inc, serait devenue la plus grande entreprise au monde de forage directionnelle en 1973.
Ensemble, ces outils de mesures et les conceptions BHA ont rendu le forage directionnel possible, mais il a été perçu comme ésotérique. L'autre avancée majeure suivante s'est produite dans les années 1970, quand les moteurs de forage de fond (moteurs à boue aka, mue par l'énergie hydraulique de la boue de forage circulant jusqu'au bas de la colonne de forage) est devenu commun. Ils ont permis à l'extrémité d'être tournée au fond du trou, tandis que la plupart des tubes de forage restait statique. Y compris un morceau de tuyau coudé placé entre les tubes de forage fixes et le haut du moteur a permis de modifier la direction du puits sans avoir besoin de sortir toutes les tiges de forage. Couplé au développement des moyens de mesure en cours de forage (en utilisant la télémétrie d'impulsion via la boue ou la télémétrie EM, ce qui permet aux moyens de mesure en bas du trou de forage d'envoyer des données directionnelles à la surface sans perturber les opérations de forage), le forage directionnel est devenu plus facile. Certains profils ne pouvait pas être réalisés, sans tiges de forage rotatives à tout moment.

## Avantages
Les forages directionnels sont percés afin de :
- Augmenter la longueur de la section en contact avec le réservoir en forant avec un  certain angle.

- Forer dans un réservoir où l'accès vertical est difficile ou impossible. Par exemple, dans le cadre d'un champ pétrolifère sous une ville, sous un lac, ou au-dessous d'une formation difficile à percer.

- Permettre de regrouper sur une même surface, plus de têtes de puits et permettre simplement de déplacer le même derrick pour forer un autre puits au lieu de démonter puis de remonter le derrick beaucoup plus loin. Cela réduit les surfaces nécessaires et rend donc plus facile et moins coûteuse la production. Par exemple, sur une plate-forme pétrolière offshore, jusqu'à 40 puits environ peuvent être regroupés. Les puits sont déployées à partir de la plateforme vers le réservoir en dessous. Ce concept est appliqué au puits terrestres, permettant d'atteindre plusieurs endroits souterrains à partir d'un seul point en surface.

- Forer un « puits de secours » pour réduire la pression d'un puits de production en perdition, pour en reprendre le contrôle. Dans ce scénario, un autre puits peut être foré à une distance de sécurité du premier pour rejoindre le premier puits. Ensuite, un fluide lourd est pompé dans le puits de secours pour réduire la pression dans le puits d'origine, jusqu'à le boucher.

Le cheminement de la plupart des forages directionnels sont déterminés à l'avance par les ingénieurs et les géologues, avant que le forage ne commence. Lorsque le foreur directionnel démarre le processus de forage, des mesures périodiques sont prises avec un instrument en tête de forage pour mesurer l'inclinaison et l'azimut du puits de forage. Ces mesures sont généralement prises à intervalles de dix à 150 mètres. Ces mesures sont faites tous les dix mètres lors des changements d'angle ou de direction, alors que la distance typique entre deux mesures lorsque le "forage avance" (sans changement d'angle ou de direction) est de soixante à quatre-vingt-dix mètres. Pendant les changements d'angle et de direction, en particulier lorsqu'on utilise un moteur en tête de forage, un instrument de mesure en cours de forage est ajouté à la chaîne de forage pour fournir des mesures en continu qui peuvent être utilisées pour faire des ajustement (presque) en temps réel.
Ces données indiquent si le puits suit le chemin prévu et si l'orientation de l'ensemble du forage le fait bien s'écarter comme prévu. Les corrections sont régulièrement faites par des techniques aussi simples qu'ajuster la vitesse de rotation ou le poids tiges de forage (poids sur le fond) et leur rigidité, que par des moyens plus compliqués et consommateurs de temps, tels que l'introduction d'un moteur en tête de forage. Les photos, ou les études, décrivant le chemin du puits de forage, sont enregistrées et conservées à des fins d'ingénierie et juridique. Les études menées pendant le forage sont généralement confirmés par une enquête ultérieure dans le forage, généralement en utilisant une caméra.
Une caméra permet de prendre des vues à intervalles des temps réguliers. Elle est encapsulée dans une protection tubulaire et introduite dans la chaîne de forage juste au-dessus de la tête de forage, puis la tige de forage est retirée à intervalles de temps réguliers, le forage peut ainsi être surveillé à intervalles réguliers (le standard est d'environ tous les trente mètres), cet intervalle de profondeur typique correspond de deux ou trois tiges de forage, connu comme un standard, puisque la plupart des plates-formes de forage retirent les tiges avec un tel incrément.
Atteindre un point fortement déporté par rapport au point de départ nécessite une étude et une planification minutieuse. Les détenteurs du record actuel ont foré des puits ayant un déport de plus de dix km par rapport à son point de départ à la surface pour une profondeur de seulement 1 600 à 2 600 m.

## Inconvénients
Jusqu'à l'apparition des moteurs de fond modernes et de meilleurs outils pour mesurer l'inclinaison et l'azimut du forage, le forage directionnel et le forage horizontal étaient beaucoup plus lents que le forage vertical parce qu'il était nécessaire de les arrêter régulièrement pour mesurer la position de la tête. La vitesse de progression  est également plus lente en forage directionnel (faible taux de pénétration). Ces inconvénients ont diminué au fil du temps avec l'amélioration des moteurs de fond et lorsque les mesures semi-continues sont devenues possibles.
Il subsiste quelques différences dans les coûts de réalisation. Pour les puits ayant une inclinaison de moins de 40 degrés, les outils pour effectuer des ajustements ou des travaux de réparation peuvent être descendus par gravité dans le trou de forage. Pour des inclinaisons supérieures, des équipements plus coûteux doivent être mobilisés pour insérer les outils dans le trou.
Un autre inconvénient des puits avec une forte inclinaison est l'augmentation des contraintes subies par la matériel. Le contrôle de la boue de forage est primordial lors de ces opérations de forage.

### Vol de pétrole
En 1990, l'Irak a accusé le Koweït de voler le pétrole irakien par le biais de forages dirigés. Les Nations unies ont redessiné la frontière après la guerre du Golfe de 1991 et la libération du Koweït après sept mois d'occupation irakienne.  Onze puits de pétrole, quelques fermes et une ancienne base navale passèrent du côté koweïtien.
Au milieu du XXe siècle, un scandale de forage oblique a éclaté dans le vaste champ pétrolier d'East Texas.